# Leprechaun 3
Série
Leprechaun 2
(1994) Leprechaun 4 : Destination cosmos
(1997)
Pour plus de détails, voir Fiche technique et Distribution.
Leprechaun 3 ou Leprechaun à Las Vegas ou L’Abominable Lutin 3 au Québec est un film américain réalisé par Brian Trenchard-Smith, sorti en 1995. Il s'agit du troisième film de la saga Leprechaun.

## Synopsis
Dans ce troisième film, le Leprechaun est parti s'installer à Las Vegas ! Il est réveillé de son sommeil  par un usurier, qui mourra pour avoir touché à son or. Un jeune homme ayant perdu sa fortune au casino d'en face trouve le corps ainsi qu'une pièce d'or du Leprechaun tombée de son chaudron. Cette pièce permet  à son détenteur de réaliser un vœu. La pièce passera de mains en mains et réalisera les fantasmes de son propriétaire, mais le Leprechaun veut la récupérer à tout prix et exercer sa vengeance en passant.

## Fiche technique
- Titre original : Leprechaun 3
- Titre français : Leprechaun 3 ou Leprechaun à Las Vegas
- Titre québécois : L’Abominable Lutin 3
- Réalisation : Brian Trenchard-Smith
- Scénario : David DuBos d'après les personnages créés par Mark Jones
- Production : Mark Amin, Jeff Geoffray, Walter Josten et Henry Seggerman
- Musique : Dennis Michael Tenney
- Photographie : David Lewis
- Montage : Daniel Duncan
- Pays de production : États-Unis
- Format : Couleurs
- Genre : Comédie horrifique et fantastique
- Durée : 90 minutes
- Date de sortie :
  - États-Unis : 27 juin 1995 (en VHS)
- interdit aux moins de 12 ans

## Distribution
- Warwick Davis (VF : Bruno Dubernat) : Leprechaun
- John Gatins (VF : Cédric Dumond) : Scott McCoy
- Lee Armstrong (VF : Laurence Dourlens) : Tammy Larsen
- John DeMita (VF: Julien Kramer) : Fazio
- Michael Callan : Mitch
- Caroline Williams (VF: Dominique Vallée):  Loretta
- Marcelo Tubert : Gupta
- Tom Dugan (VF: Philippe Dumond): Art
- Leigh-Allyn Baker : une serveuse du casino